# Köstritzer

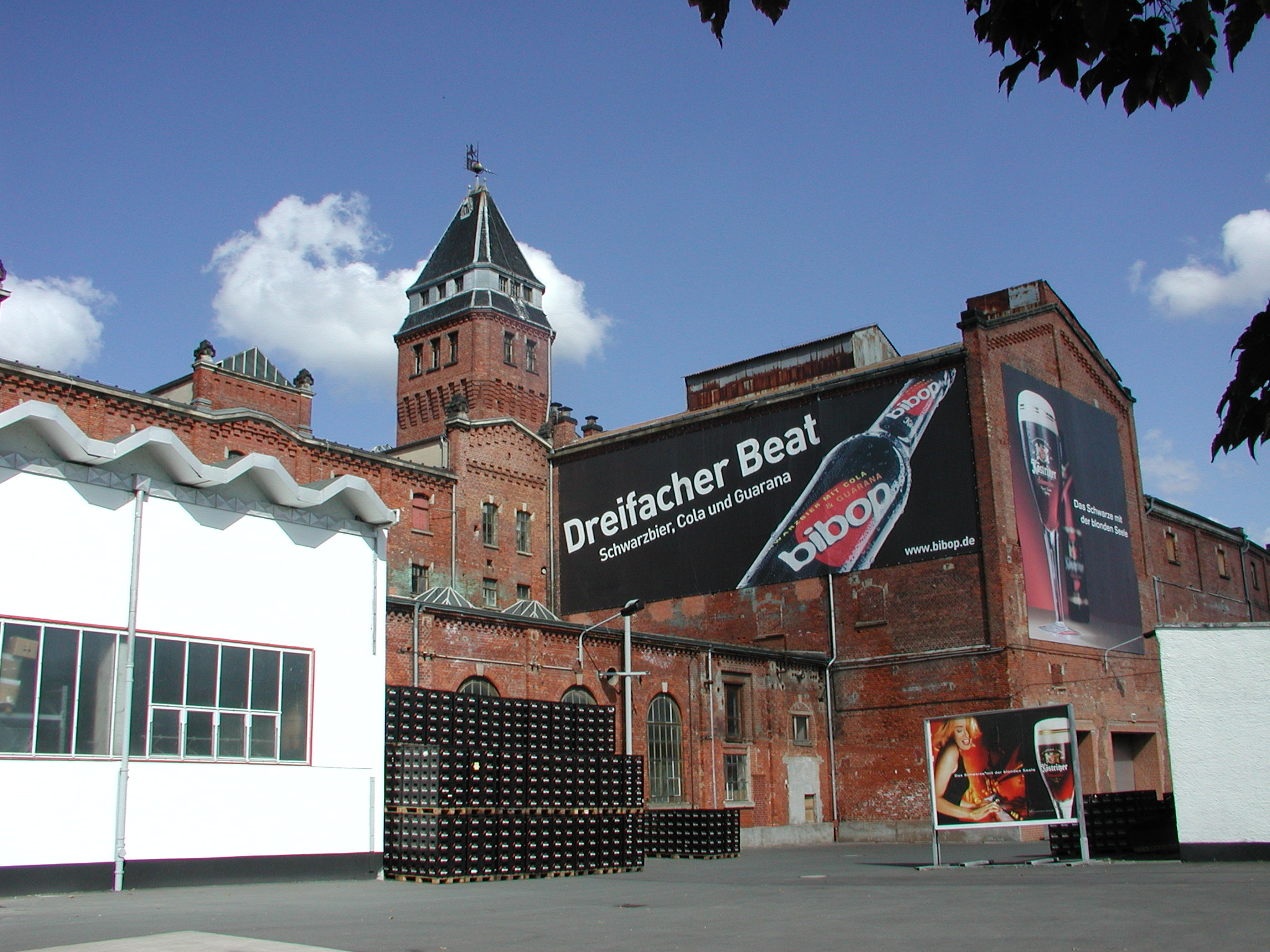
Bryggeriet i Köstritz

Köstritzer Schwarzbierbrauerei GmbH med märket Köstritzer Schwarzbier är ett bryggeri i Bad Köstritz utanför Gera. Bryggeriet är känt för sin mörka öl och omnämns första gången 1543. 1806 fick bryggeriet namnet Fürstliche Brauerei zu Köstriz. Det moderna Köstritzer går tillbaka till Rudolf Zersch som tog över bryggeriet 1875. Han byggde ett nytt bryggeri som utgör grunden för dagens verksamhet och produktionen kunde öka betydligt.[källa behövs]
Under DDR-tiden förstatligades bryggeriet och var ett av få bryggerier i DDR som hade exporträtt. Sedan 1991 ingår företaget i Bitburger Braugruppe. 1993 började Köstrizer distribueras över hela Tyskland och exporteras till 40 länder.